# Tsuruoka
Tsuruoka (鶴岡市, Tsuruoka-shi) est une ville située dans la préfecture de Yamagata (région du Tōhoku), dans le nord de l'île de Honshū, au Japon.

## Toponymie
Le toponyme « Tsuruoka » (鶴岡) fait référence au château de Tsurugaoka (鶴ヶ岡城, Tsurugaoka-jō), fondé au début du XVIIe siècle.

## Géographie

### Situation
La ville de Tsuruoka est située dans le nord-ouest de la préfecture de Yamagata (région du Tōhoku), sur l'île de Honshū, au Japon. Elle est bordée au sud par la préfecture de Niigata et possède une façade maritime le long de la mer du Japon. Elle jouxte les villes de Sakata, au nord-ouest, Shōnai, au nord-est, et le bourg de Mikawa, au nord.

### Municipalités limitrophes
| mer du Japon | Sakata, Mikawa | Shōnai    |
| mer du Japon | Tsuruoka       | Shōnai    |
| Murakami     | Murakami       | Nishikawa |

### Démographie
Lors du recensement national de 2015, la ville de Tsuruoka rassemblait 129 652 habitants répartis sur 1 311,53 km2 (densité de population d'environ 99 hab./km2).

### Topographie
Tsuruoka s'étend sur 43,1 km d'est en ouest et sur 56,4 km du nord au sud. Le nord de la ville recouvre la partie sud de la plaine Shōnai. Le sud est une région montagneuse (1 000–2 000 m) qui comprend les monts Gassan (1 980 m) et Yudono (1 540 m), à l'est, les monts Asahi, au sud, les monts Chabatake (1 377 m), Katsuragi (1 121 m) et Takayasu (1 244 m), au nord et les monts Maya (moins de 1 000 m), à l'ouest,.

### Hydrographie
La ville de Tsuruoka est traversée du sud au nord par le fleuve Aka. Long de 70 km, il prend sa source au mont Itō (ja) (1 771 m) dans le sud-est de la ville. Son cours inférieur se termine en mer du Japon dans le sud-ouest de la ville voisine de Sakata.

### Climat
La température moyenne à Tsuruoka ne dépasse pas les 10 °C d'octobre à avril et atteint 25 °C au mois d'août. Durant l'hiver, l'enneigement est abondant. L'environnement montagneux limite les effets des typhons mais les pluies torrentielles sous orage sont fréquentes en été et 3 000 mm de précipitations sont enregistrés chaque année.

## Histoire
Des artéfacts découverts au pied des montagnes attestent la présence de groupes humains de chasseurs-cueilleurs, durant le Paléolithique et la période Jōmon (~15 000 - 300 av. J.-C.). Des productions humaines de la période Kofun (~250 à 538) ont été sorties de terre en zone de plaine, prouvant l'apparition d'une culture du riz.
Vers la fin de l'époque de Heian (794-1185), un membre du clan Mutō établit le domaine privé Ōizumi dans la province de Dewa. Au cours de l'époque de Kamakura (1185-1333), l'intendant local le transforme en une place forte appelée Taihōji. En 1601, celle-ci est conquise par Mogami Yoshiaki qui en fait le château de Tsurugaoka, base de développement du domaine de Shōnai,. En 1622, le seigneur féodal Sakai Tadakatsu prenant le contrôle du domaine de Shōnai fonde une ville-château dans la province de Dewa. Durant l'ère Meiji (1868-1912), Tsuruoka prospère grâce à l'essor de la production de tissus en soie ou en satin,. La préfecture de Yamagata est officiellement créée en 1876, le bourg de Tsuruoka treize ans plus tard. À l'époque moderne, la ville moderne de Tsuruoka est fondée en 1924,. Après la Seconde Guerre mondiale, l'économie de la ville s'organise autour de la fabrication de machines agricoles et de l'exploitation forestière. En 1955, 1963 puis 2005, Tsuruoka étend son territoire par fusions successives avec seize villages et bourgs voisins,.

## Culture locale et patrimoine

### Traditions gastronomiques
Le 1er décembre 2014, Tsuruoka est la première municipalité japonaise à rejoindre la section « gastronomie » du réseau des villes créatives UNESCO. Depuis plus de quatre cents ans, la ville perpétue des traditions agricoles et gastronomiques tirant partie d'un environnement naturel favorable à une production alimentaire variée. Elle compte cinquante « aliments ancestraux », tel que le dadacha-mame,.
Parmi les plats traditionnels de la ville, on trouve le nanzenji-dōfu, une préparation de tofu originaire du Nanzen-ji, un temple bouddhiste de Kyoto. Les moines des monts Dewa proposent une cuisine végétarienne : Dewa sanzan shōjin ryōri, faite de plantes sauvages à feuilles comestibles, de champignons et de pousses de bambou du mont Gassan.

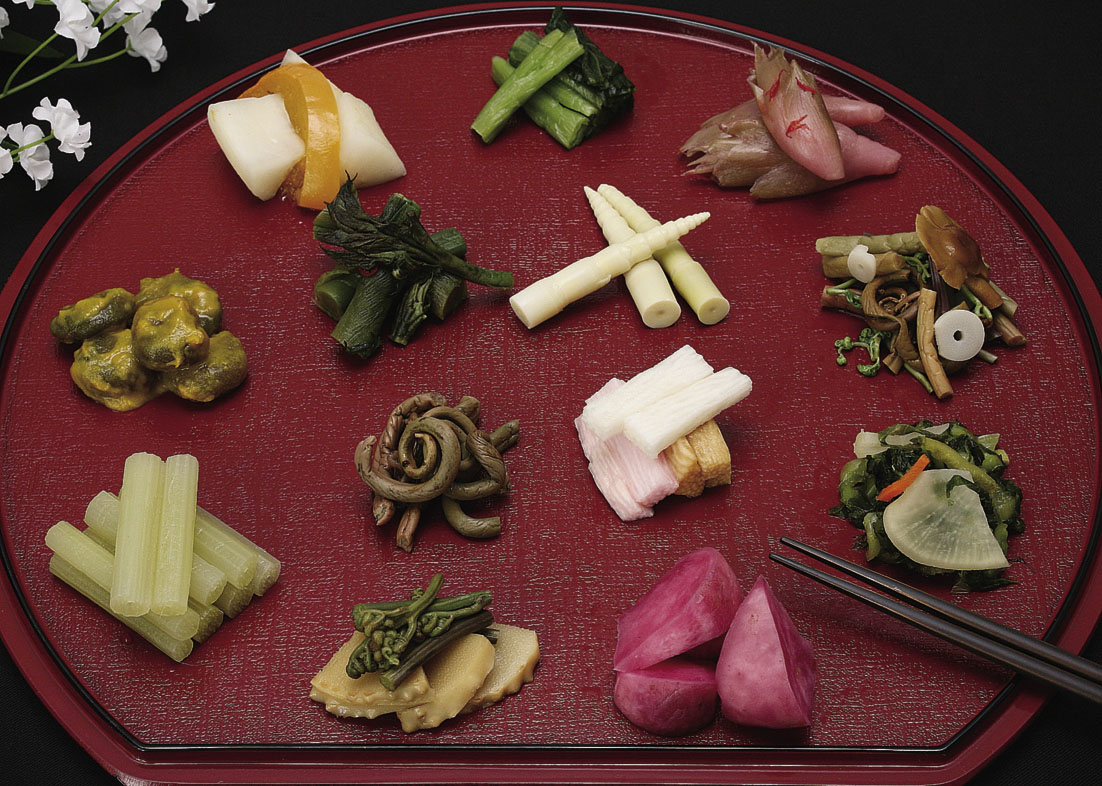
Tsukemono (aliments marinés au vinaigre) de Tsuruoka.
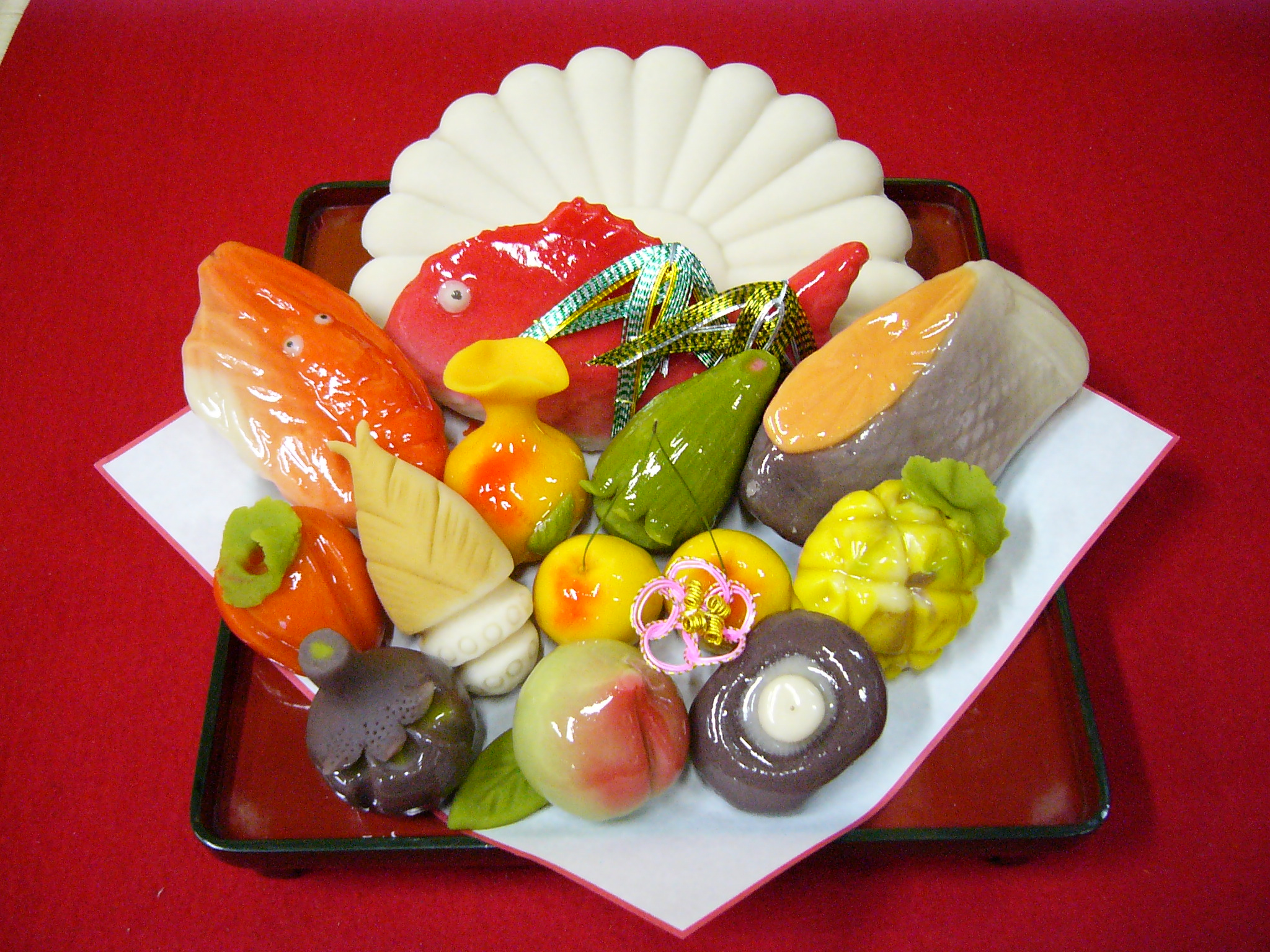
Pâtisseries hinagashi de la ville.

### Traditions religieuses

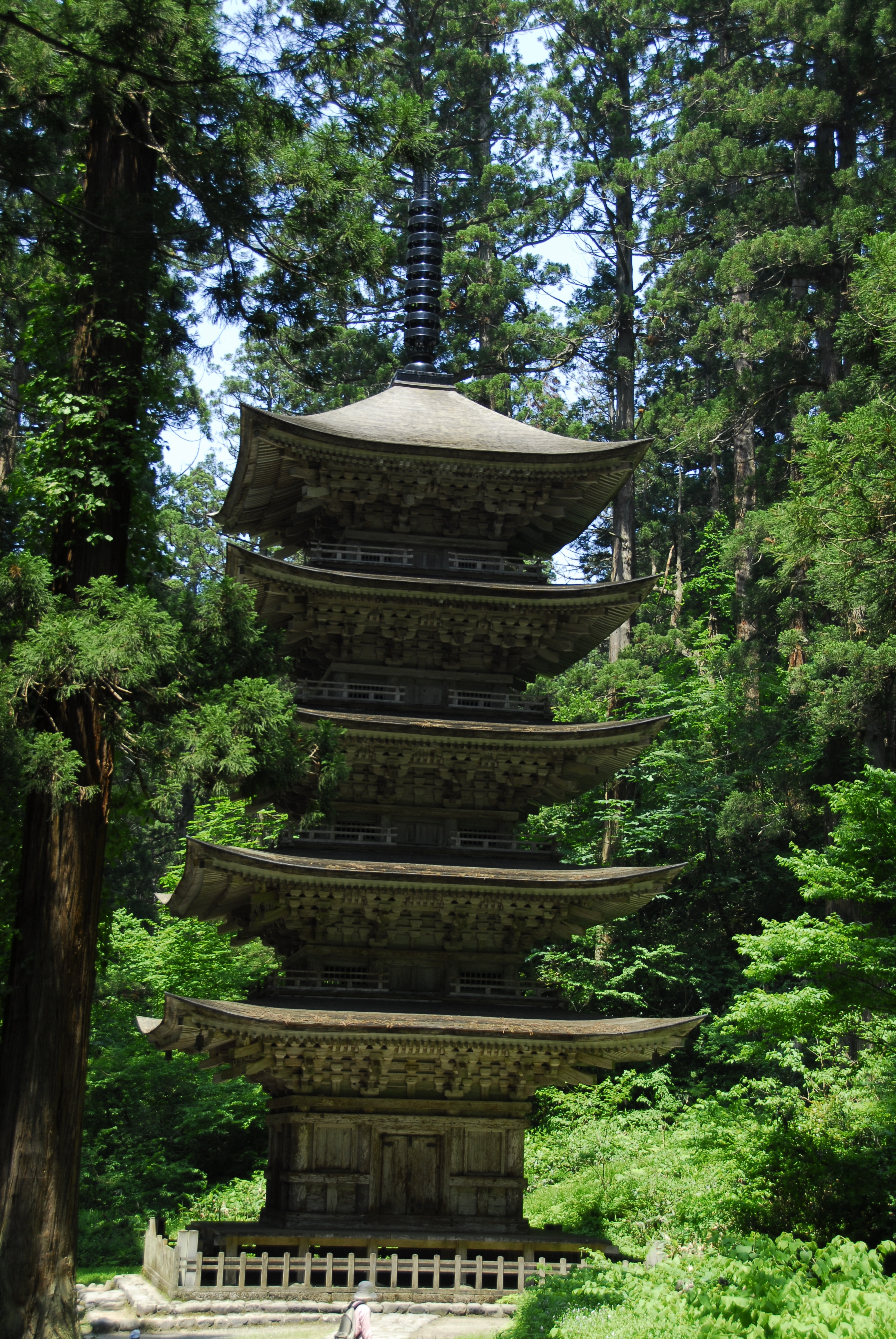
La pagode à cinq étages du mont Haguro.

Les trois monts Dewa, piliers de la pratique du shugendō (ascèse bouddhique) dans le Tōhoku, attirent de nombreux visiteurs du Japon mais aussi du monde entier, intrigués par la culture des yamabushi, ces moines bouddhistes qui pratiquent le shugendō et qui ont élu Dewa Sanzan et particulièrement le mont Haguro comme leur lieu de pratique religieuse et leur domicile. La raison à ceci réside dans les symboles que représentent les monts Dewa dans le shugendō. Le mont Haguro représente le passé, le mont Gassan représente le présent et le mont Yudono représente le futur. Ainsi, en grimpant les 2 466 marches du mont Haguro, les yamabushi « meurent » symboliquement en se détachant de leur vie passée. En déambulant dans le mont Gassan, ils accèdent au monde des morts et ils « renaissent » dans une nouvelle existence spirituelle. En marchant dans les eaux chaudes du mont Yudono, ils s'assurent un futur propre et pur de tout pêché.
Les trois monts Dewa offrent de nombreuses infrastructures et paysages reconnus en plus des temples bouddhistes dont la pagode à cinq étages du mont Haguro, trésor national, jiji-sugi (« grand-père cèdre »), cèdre millénaire du mont Haguro, les plaines de Midagahara au mont Gassan, les momies des Sokushinbutsu.

### Arts et littérature
L'écrivain Shūhei Fujisawa, connu pour ses romans d'époque, genre qui est caractérisé par la mise en scène de l'histoire à l'époque d'Edo, est natif de Tsuruoka. De nombreuses scènes de ses romans prennent naissance dans de véritables endroits de Tsuruoka, ce qui a créé un type de pèlerinage particulier dans la ville. Un musée à la mémoire de l'écrivain, le mémorial Fujisawa Shûhei, a été ouvert dans le parc de Tsuruoka. C'est aussi la ville natale de la femme de lettres Tazawa Inabune, épouse pendant trois mois de l'écrivain Yamada Bimyō.
D'autre part, le festival Kurokawa nō, reconnu bien culturel immatériel du Japon, se tient à Tsuruoka et la représentation la plus populaire se tient, début septembre, dans le quartier d'Atsumi et porte le nom de Seseragi no nō.

### Artisanat
L'artisanat de la ville est encore influencé par la production séricole du XIXe siècle. La sériciculture et la fabrication de soieries subsistent encore dans le quartier de Matsugaoka. En 2015, la venue du couple impérial à Tsuruoka et l'achat par l'impératrice Michiko d'un parapluie en soie ont induit un regain d'activité.
Le shinaori est une forme traditionnelle de tissage à la main de fibres d'écorces de tilleul du Japon. Le tissu obtenu sert pour confectionner toutes sortes d'objets, tels que des sacs, des tapisseries et des chaussures.
Les erōsoku, bougies peintes dont la fabrication est perpétuée depuis le début du XVIIIe siècle, et les gotenmari, boules décoratives tissées à la main, sont elles aussi originaires de Tsuruoka,.
L'une des autres caractéristiques de la ville est la conservation de bâtiments aux toits de chaume. Situé dans le quartier de Tamugimata, le Tasōminka, une ancienne demeure privée qui conserve l'intérieur d'une habitation de paysan de l'époque Meiji, est l'un d'eux.

### Événements
Plusieurs matsuri (fêtes traditionnelles) ont lieu à Tsuruoka selon le calendrier national ou l'histoire culturelle locale. Tous les ans, le 25 mai, a lieu le Tenjin matsuri, organisé par le tenman-gū de la ville, un sanctuaire shinto dédié à Sugawara no Michizane, un lettré du IXe siècle,. Le 5 juin, le Ōyama inu matsuri honore depuis plus de trois cents ans une légende selon laquelle un chien nommé Mekke a chassé de la ville un bakemono qui menaçait de dévaster les terres cultivées si la population locale ne lui livrait pas une jeune femme en sacrifice. Chaque année, l'événement rassemble des enfants qui défilent près du sanctuaire Suginoo, en portant un mikoshi à l'effigie d'un chien et en tirant des chars décorés,.

## Transports
La ville est desservie par la ligne principale Uetsu de la JR East.

## Jumelages
La ville de Tsuruoka est jumelée avec une ville américaine et deux municipalités japonaises situées à Hokkaidō :
- New Brunswick (États-Unis) depuis juin 1960 ;
- Kikonai (Japon) depuis avril 1989 ;
- La Foa (Nouvelle-Calédonie) depuis 1995[24] ;
- Nayoro (Japon) depuis août 1996.

## Symboles municipaux
Les symboles municipaux de Tsuruoka ont été adoptés le 1er octobre 2006. L'arbre symbole de la ville est le hêtre du Japon, une espèce d'arbre poussant en abondance dans les forêts de montagne. La fleur symbole est la fleur de cerisier qui fleurit au printemps en divers endroits de la ville, le parc Tsuruoka notamment.